# Villodrigo
Villodrigo ist ein nordspanisches Dorf und eine Gemeinde (municipio) mit 96 Einwohnern (Stand: 2024) in der Provinz Palencia in der Autonomen Gemeinschaft Kastilien-León. Neben dem Hauptort Villodrigo gehören der Weiler San Cebrián de Buena Madre und die Wüstung Casas del Monte Polanco zur Gemeinde. 

## Lage und Klima
Villodrigo liegt in der Region Tierra de Campos auf der kastilischen Hochebene in einer Höhe von ca. 765 m am Río Arlanzón. Die Provinzhauptstadt Palencia befindet sich mit ihrem Stadtzentrum etwa 42 Kilometer (Fahrtstrecke) westsüdwestlich. Durch die Gemeinde führt die Autovía A-62. 
Das Klima im Winter ist durchaus kalt, im Sommer dagegen warm bis heiß; die eher spärlichen Regenfälle (ca. 549 mm/Jahr) fallen überwiegend im Winterhalbjahr.

## Geschichte

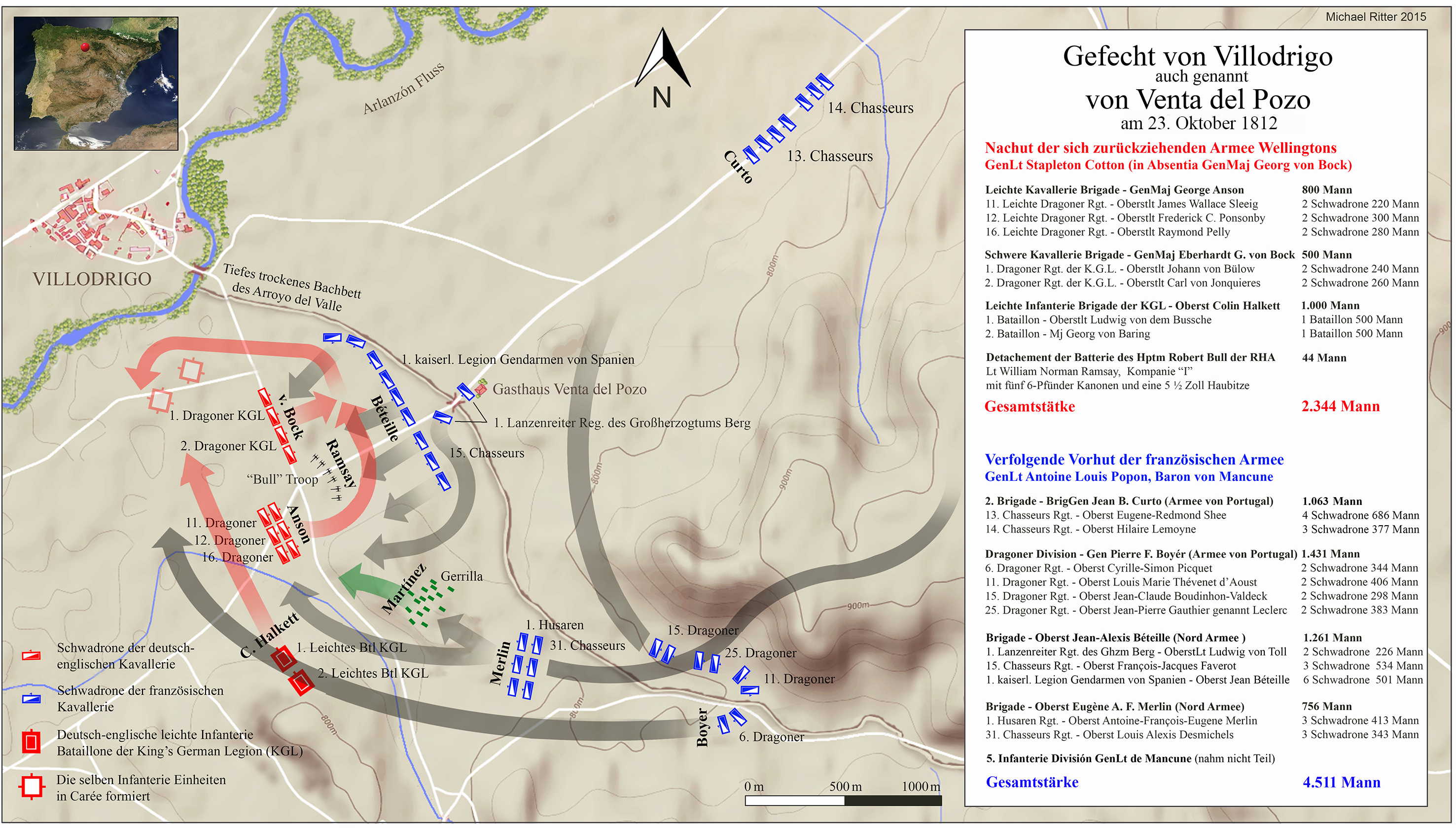
Gefechtsstellung bei Villodrigo (23. Oktober 1812)

Am 23. Oktober 1812 kam es hier zum Gefecht von Villodrigo (auch: Gefecht von Venta del Pozo). Die unter der Führung von Generalmajor Georg von Bock aus der Belagerung von Burgos zurückkehrenden britisch-kurhannoverschen sowie weiteren deutschen Truppen versuchten die französisch-portugiesische Armee aufzuhalten. Das Gefecht ging unentschieden aus. Auf beiden Seiten fielen in etwa gleich viel Mann bzw. gingen in Gefangenschaft. 

## Bevölkerungsentwicklung
| Jahr      | 1970 | 1981 | 1991 | 2001 | 2011 | 2021 |
| Einwohner | 160  | 107  | 92   | 81   | 60   | 47   |